# 沂州
沂州（ぎしゅう）は、中国にかつて存在した州。南北朝時代から清代にかけて、現在の山東省臨沂市一帯に設置された。

## 魏晋南北朝時代
529年（永安2年）、北魏により設置された北徐州を前身とする。北徐州は東泰山郡・琅邪郡の2郡5県を管轄した。
578年（宣政元年）、北周により北徐州は沂州と改称された。

## 隋代
隋初には、沂州は1郡4県を管轄した。583年（開皇3年）、隋が郡制を廃すると、沂州の属郡の琅邪郡は廃止された。605年（大業元年）、莒州が廃止され、その管轄県が沂州に統合された。607年（大業3年）に州が廃止されて郡が置かれると、沂州は琅邪郡と改称され、下部に7県を管轄した。隋代の行政区分に関しては下表を参照。
| 隋代の行政区画変遷 | 隋代の行政区画変遷        | 隋代の行政区画変遷 | 隋代の行政区画変遷 | 隋代の行政区画変遷                           |
| 区分               | 開皇元年                  | 開皇元年           | 区分               | 大業3年                                      |
| ------------------ | ------------------------- | ------------------ | ------------------ | -------------------------------------------- |
| 州                 | 沂州                      | 莒州               | 郡                 | 琅邪郡                                       |
| 郡                 | 琅邪郡                    | 東安郡             | 県                 | 臨沂県 費県 顓臾県 新泰県 沂水県 莒県 東安県 |
| 県                 | 即丘県 費県 武陽県 新泰県 | 東莞県 莒県        | 県                 | 臨沂県 費県 顓臾県 新泰県 沂水県 莒県 東安県 |

## 唐代
621年（武徳4年）、唐が徐円朗を平定すると、琅邪郡は沂州と改められた。742年（天宝元年）、沂州は琅邪郡と改称された。758年（乾元元年）、琅邪郡は沂州の称にもどされた。沂州は河南道に属し、臨沂・費・承・新泰・沂水の5県を管轄した。

## 宋代
北宋のとき、沂州は京東東路に属し、臨沂・費・承・新泰・沂水の5県を管轄した。
金のとき、沂州は山東東路に属し、臨沂・費の2県と長任・向城・利城の3鎮を管轄した。

## 元代
元のとき、沂州は益都路に属し、臨沂・費の2県を管轄した。

## 明代以降
1368年（洪武元年）、明により沂州は済寧府に転属した。1372年（洪武5年）、済南府に転属した。1374年（洪武7年）、青州府に転属した。1385年（洪武18年）、兗州府に転属した。沂州は郯城・費の2県を管轄した。
1724年（雍正2年）、清により沂州は直隷州に昇格した。1734年（雍正12年）、沂州直隷州は沂州府に昇格した。沂州府は山東省に属し、蘭山・郯城・費・沂水・蒙陰・日照・莒州の1州6県を管轄した。
1913年、中華民国により沂州府は廃止された。